# Рибний стейк

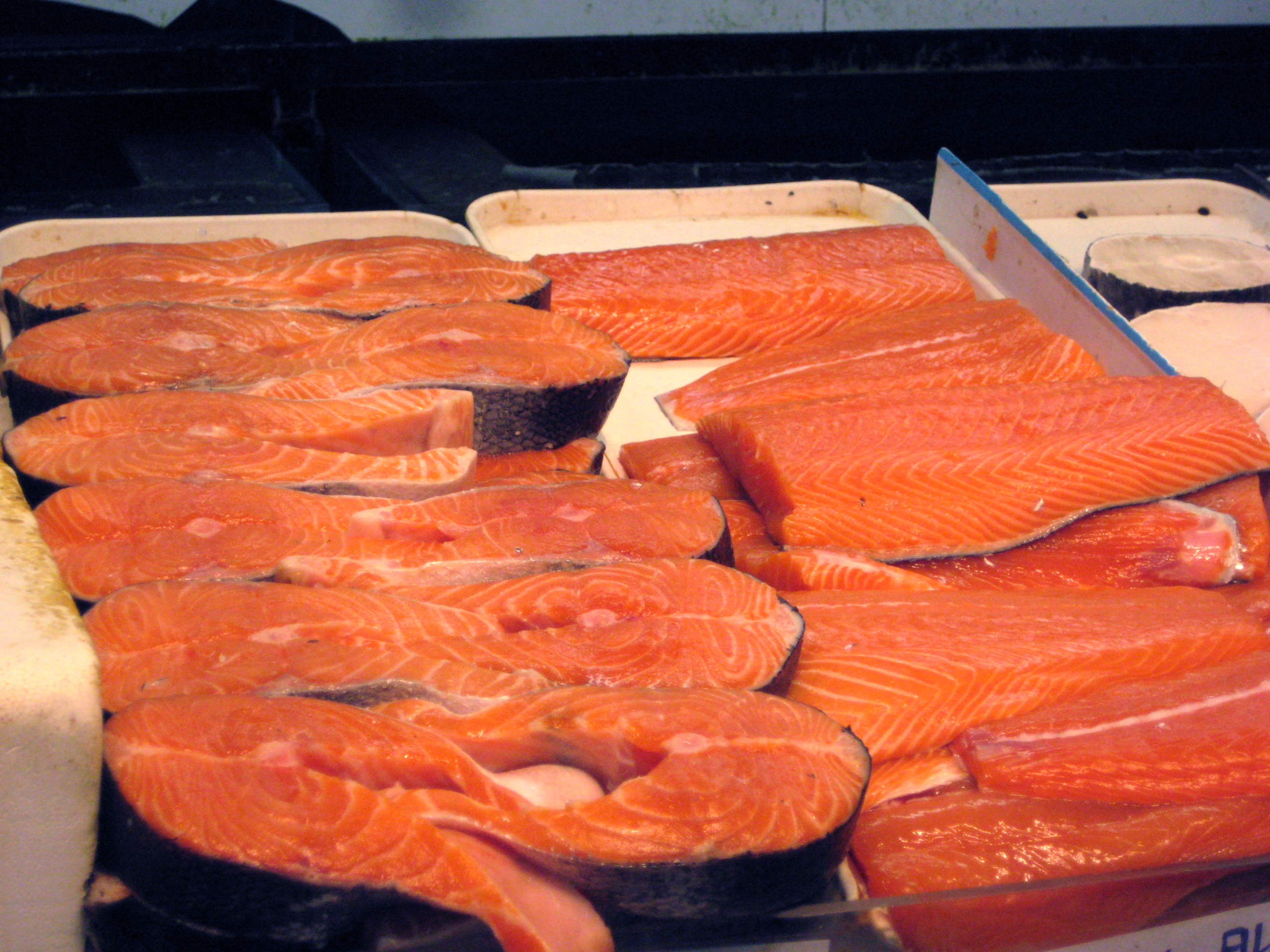
Стейк з (ліворуч), філе лосося (праворуч).

Рибний стейк, який також називаються рибною котлетою — це шматок риби, відрізаний перпендикулярно до хребта і може бути як з кістками, так і без кісток. Рибні стейки можна порівняти з рибним філе, яке відрізають паралельно з обидвох боків хребта і в якому немає великих кісток. На відміну від інших хребетних тварин, понад 85 % тіла риби складається з м'язів придатних до вживання.
Рибні стейки можна готувати зі шкірою, або без шкіри, і, як правило, їх готують з риби вагою понад 4,5 кілограма. Рибні стейки з особливо великої риби можна розділити, щоб вони були без кісток. Щоб приготувати рибний стейк, потрібно менше часу, ніж на приготування філе, оскільки стейки часто містять кістки та шкіру. Прорізати хребет ножем може бути доволі важко, тому переважно використовують м'ясну пилку для приготування рибних стейків. Великих риб, таких як тунець, риба-меч, лосось, тріска та Coryphaena hippurus, часто ріжуть на стейки.
Рибні стейки можна смажити на грилі, смажити на сковороді, обсмажувати або запікати. У той час як приготування біфштексу займає багато часу, і він може бути жорсткими, риба готується швидко, м'яка, і, як правило, розпадається. Рибні стейки рідше розпадаються, у порівнянні з рибним філе. На відміну від яловичого стейка, рибні стейки часто запікають у соусі.